# Enterococcus faecalis
Enterococcus faecalis — вид ентерококів, що входить до складу нормальної мікрофлори травного тракту людини, а також деяких ссавців.

## Опис
E. faecalis — грампозитивна, кокоподібна, нерухлива, факультативно анаеробна бактерія. Ферментує глюкозу без отримання газу і не утворює каталазну реакцію з перекисом водню. Катаболізує різноманітні джерела енергії, включаючи гліцерин, лактат, малат, цитрат, аргінін, агматин та багато кетокислот. Виживає у лужному середовищі (pH 9,6). Витримує високу концентрацію солі, жовчних кислот, миючих засобів, важких металів, етанолу, азиду та повне висушування. Росте при температурі від 10 до 45 °С і виживати при температурі 60 °С впродовж 30 хв.

## Геном
Геном Enterococcus faecalis складається з 3,22 млн пар основ, що кодують 3113 генів.